# برج ازبکوه
برج ازبکوه؛ نام برجی تاریخی مربوط به دورهٔ قاجار است و در شهرستان عشق‌آباد، روستای ازبکوه واقع شده و این اثر در تاریخ ۲۴ اسفند ۱۳۸۴ با شمارهٔ ثبت ۱۵۱۰۲ به‌عنوان یکی از آثار ملی ایران به ثبت رسیده است.